# Dongyong fyr
Dongyong fyr (kinesiska: 東湧燈塔) är en fyr på nordöstra spetsen av ön Dongyin, en av Matsuöarna i provinsen Fujian i Taiwan.
Det runda fyrtornet, som står halvvägs upp på en brant klippa, är byggt av tegel. Det är vitmålat och lyktan har svart tak. Fyren byggdes 1902 av brittiska ingenjörer efter att  ångfartyget SS Sobraon med 280 personer ombord hade förlist på ett skär i närheten 24 april 1901.

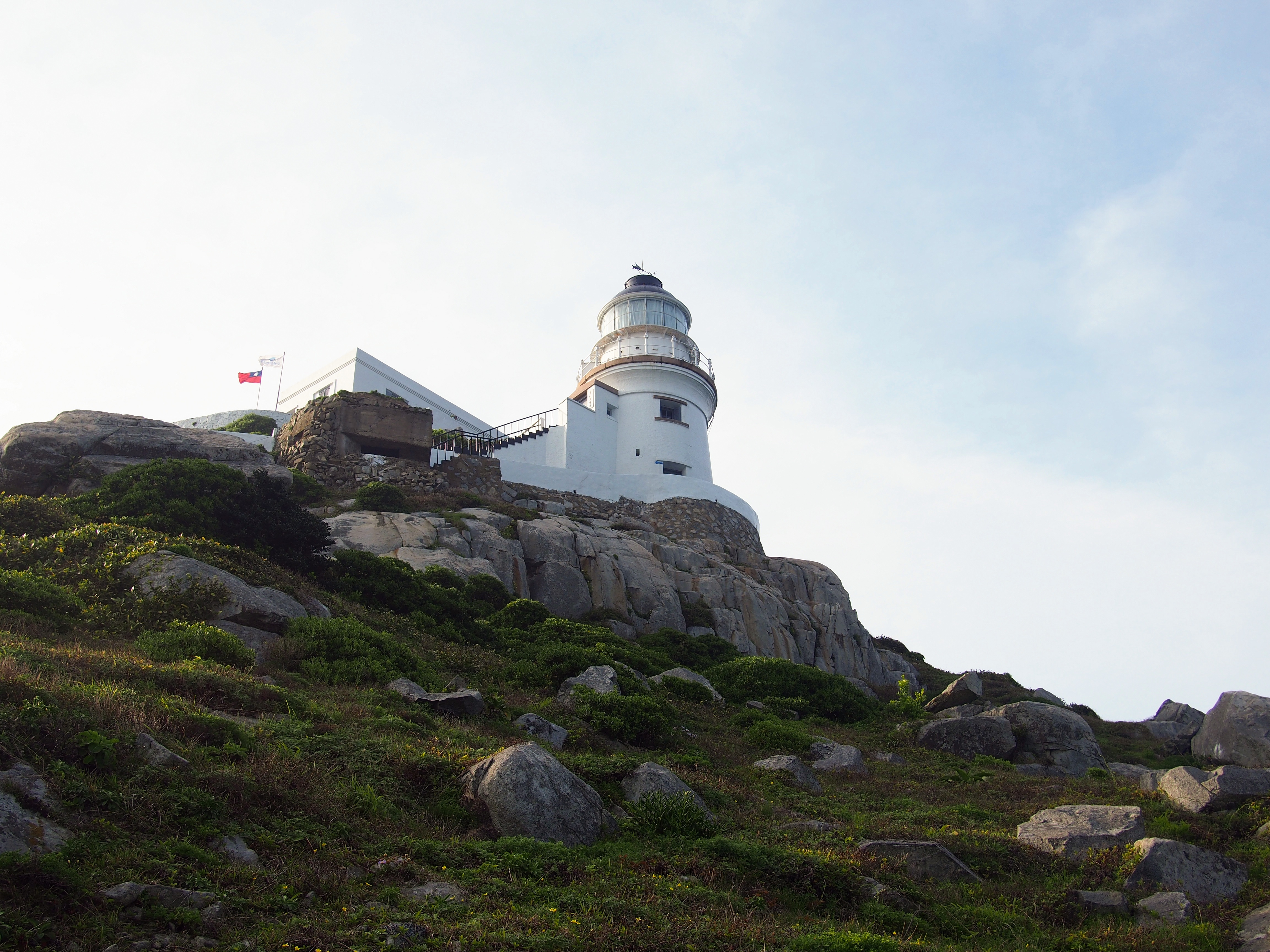
Fyren från sjösidan.

Fyren skadades svårt av cyklonen Alice i september 1995 men har reparerats.
Den är bemannad och kan besökas via en brant trappa från fyrvaktarbostaden. Den kulturskyddades 2016.